# ویلدنفلدز
شهر ویلدنفلدز (به آلمانی: Wildenfels) در ایالت زاکسن در کشور آلمان واقع شده‌است.